# Avichajil
Avichajil (hebrejsky אֲבִיחַיִל, v oficiálním přepisu do angličtiny Avihayil) je vesnice typu mošav v Izraeli, v Centrálním distriktu, v Oblastní radě Emek Chefer.

## Geografie
Leží v nadmořské výšce 35 metrů v hustě osídlené a zemědělsky intenzivně využívané pobřežní nížině respektive Šaronské planině. Východně od vesnice prochází vádí Nachal Avichajil.
Obec se nachází 2 kilometry od břehu Středozemního moře, cca 32 kilometrů severovýchodně od centra Tel Avivu, cca 52 kilometrů jihozápadně od centra Haify a 10 kilometrů jihozápadně od města Chadera. Avichajil obývají Židé, přičemž osídlení v tomto regionu je etnicky převážně židovské. Vesnice leží na severním okraji města Netanja, s nímž tvoří jeden souvislý urbanistický celek.
Avichajil je na dopravní síť napojen pomocí místních komunikací v rámci aglomerace Netanje. Na východním okraji obec míjí dálnice číslo 2.

## Dějiny

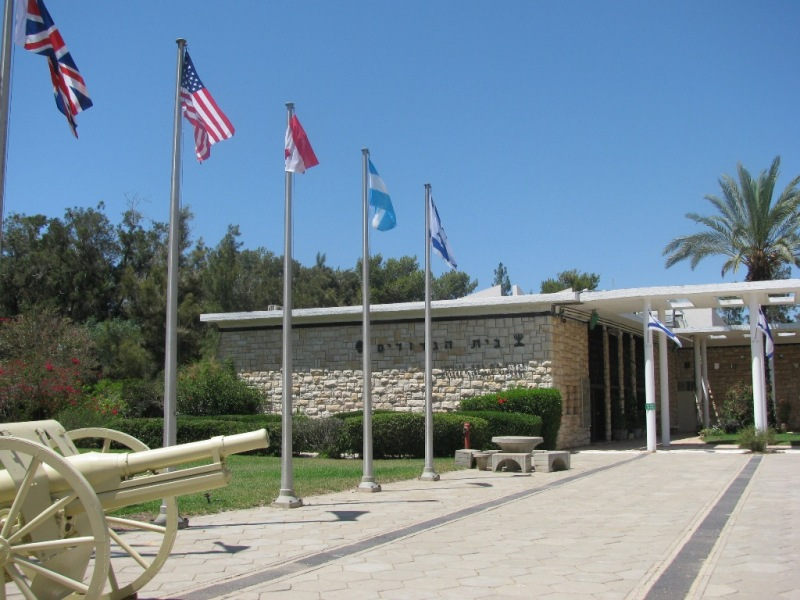
Muzeum Židovské legie v mošavu Avichajil

Avichajil byl založen v roce 1932. Pojmenován je podle postavy z Bible Abíchajila, který byl otcem královny Ester, viz Kniha Ester 2,15 Přijetí tohoto jména pro novou osadu doporučil hebrejský básník Chajim Nachman Bialik. Mošav byl založen jako součást širšího programu Hitjašvut ha-Elef (התיישבות האלף), který měl za cíl urychlit zřizování menších zemědělských osad, které by pomohly utvořit územně kompaktní bloky židovského osídlení v tehdejší mandátní Palestině.
Zakladateli mošavu Avichajil byla skupina bývalých židovských vojáků Židovské legie. Mezi prvními osadníky byl i Dov Josef, pozdější ministr izraelských vlád. Ve vesnici bylo zřízeno muzeum, které připomíná veterány Židovské legie.

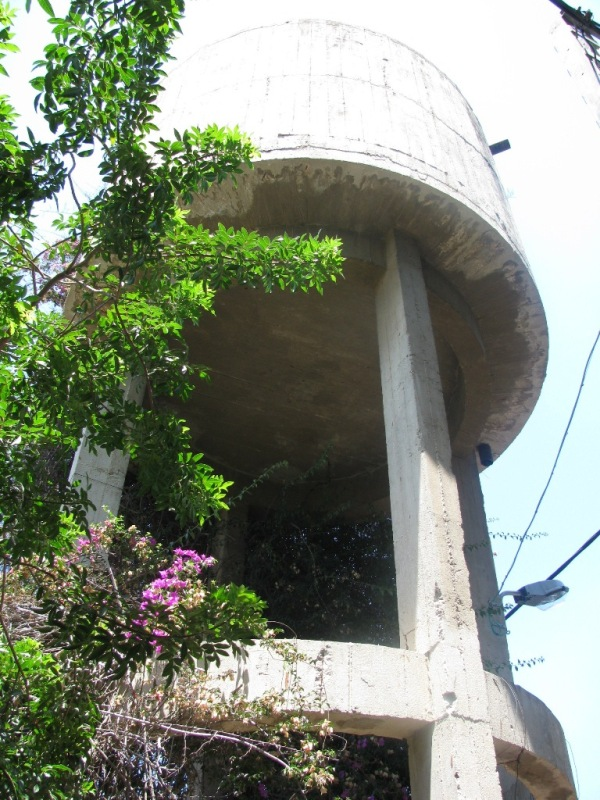
Věž na vodu v mošavu Avichajil

Před rokem 1949 měl Avichajil rozlohu katastrálního území 1 882 dunamů (1,882 kilometru čtverečního). Správní území obce dosahuje nyní cca 4 000 dunamů (4 kilometry čtvereční).
V obci je k dispozici knihovna a plavecký bazén. Probíhá zde výrazná stavební expanze.

## Demografie
Podle údajů z roku 2014 tvořili naprostou většinu obyvatel v Avichajil Židé (včetně statistické kategorie "ostatní", která zahrnuje nearabské obyvatele židovského původu ale bez formální příslušnosti k židovskému náboženství).
Jde o menší sídlo vesnického typu s dlouhodobě rostoucí populací. K 31. prosinci 2014 zde žilo 1402 lidí. Během roku 2014 počet obyvatel stoupl o 1,5 %.
| Rok            | 1948 | 1961 | 1972 | 1983 | 1995 | 2001 | 2003 | 2004 | 2005 | 2006 | 2007 | 2008 | 2009 | 2010 | 2011 | 2012 | 2013 | 2014 |
| -------------- | ---- | ---- | ---- | ---- | ---- | ---- | ---- | ---- | ---- | ---- | ---- | ---- | ---- | ---- | ---- | ---- | ---- | ---- |
| Počet obyvatel | 509  | 579  | 633  | 679  | 952  | 1080 | 1090 | 1133 | 1158 | 1199 | 1241 | 1281 | 1275 | 1322 | 1375 | 1394 | 1381 | 1402 |